# Melodifestivalen 2000

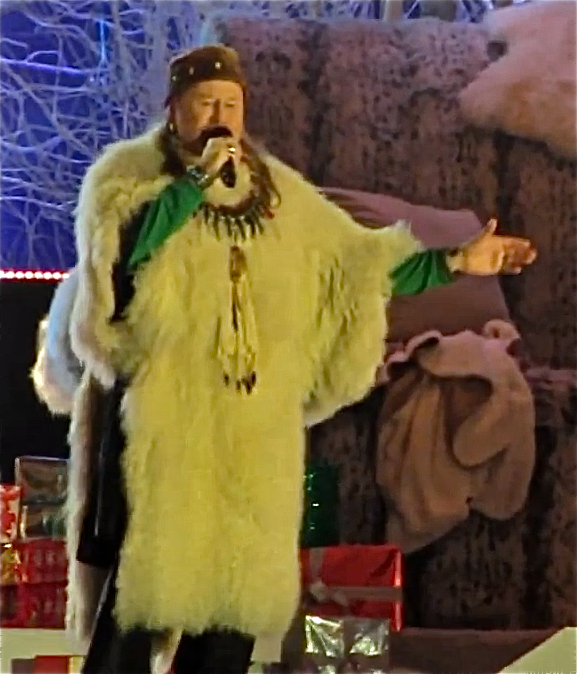
Roger Pontare Jullotta 2011

La edición del 2000 del Melodifestivalen tuvo lugar el 10 de marzo en Gotemburgo. La dirección de la orquesta corrió a cargo de Curt-Eric Holmquist.
Cada una de las canciones fue presentada por un conocido artista del país relacionado con este festival: Björn Skifs, Arja Saijonmaa, Elisabeth Andreassen, Lasse Holm, Lena Philipsson, Loa Falkman, Lasse Berghagen, Lotta Engberg, Tommy Körberg y Carola.
La audiencia de la final se estimó en 4.175.000 espectadores.
| Nr. | Artista       | Canción                       | Texto/Música                                        | Puntos | Posición |
| --- | ------------- | ----------------------------- | --------------------------------------------------- | ------ | -------- |
| 1   | Guide         | Vi lever här, vi lever nu     | Mattias Reimer y Lars Edvall                        | 97     | 5        |
| 2   | Balsam Boys   | Bara du & jag                 | Gustaf Eurén, Stefan Deak y Karl Eurén              | 54     | 7        |
| 3   | Barbados      | Se mej                        | Thomas Thörnholm y Danne Attlerud                   | 146    | 2        |
| 4   | Avengers      | När filmen är slut            | Suss von Ahn y Henrik Wikström                      | 0      | 10       |
| 5   | Tom Nordahl   | Alla änglar sjunger           | Stephan Berg                                        | 32     | 9        |
| 6   | Roger Pontare | När vindarna viskar mitt namn | Thomas Holmstrand, Linda Jansson y Peter Dahl       | 227    | 1        |
| 7   | Javiera Muñoz | Varje timma, var minut        | Johnny Thunqvist y Ulf Georgsson                    | 139    | 4        |
| 8   | Midnight Band | Tillsammans                   | Mikael Wendt y Christer Lundh                       | 58     | 6        |
| 9   | Hanna Hedlund | Anropar försvunnen            | Bobby Ljunggren, Robert Uhlmann y Anna-Lena Högdahl | 47     | 8        |
| 10  | Friends       | När jag tänker på imorgon     | Lasse Holm e Ingela 'Pling' Forsman                 | 146    | 2        |

## Sistema de votación
El país se dividía en 11 distritos, cuyos jurados otorgaban de 12, 10, 8, 6, 4, 2 a 1 puntos. Los votos telefónicos otorgaban 132, 110, 88, 66, 44, 22 y 11 puntos.
Más de 525.572 llamadas fueron recibidas. Cabe destacar que el tema de Roger Pontare era el favorito tanto para el jurado, como para el público. 
| Artista       | Luleå | Umeå | Sundsvall | Falun | Estoc. | Karlstad | Örebro | Norrköping | Växjö | Malmö | Gotem. | Total Jurado | Voto teléfono | Total | Pos. |
| ------------- | ----- | ---- | --------- | ----- | ------ | -------- | ------ | ---------- | ----- | ----- | ------ | ------------ | ------------- | ----- | ---- |
| Guide         | -     | 8    | 10        | 2     | 12     | 10       | 2      | 4          | -     | 4     | 1      | 53           | 44            | 97    | 5    |
| Balsam Boys   | 2     | -    | 6         | 10    | 8      | 4        | 6      | 1          | -     | -     | 6      | 43           | 11            | 54    | 7    |
| Barbados      | 10    | 1    | 4         | 6     | 10     | 8        | -      | 12         | 2     | 1     | 4      | 58           | 88            | 146   | 2    |
| Avengers      | -     | -    | -         | -     | -      | -        | -      | -          | -     | -     | -      | 0            | 0             | 0     | 10   |
| Nordahl       | 6     | 2    | 1         | 1     | 4      | -        | 12     | -          | 4     | 2     | -      | 32           | 0             | 32    | 9    |
| Pontare       | 4     | 12   | 12        | 12    | 2      | 1        | 10     | 10         | 12    | 12    | 8      | 95           | 132           | 227   | 1    |
| Javiera       | 8     | 4    | 8         | -     | 6      | 12       | 1      | 6          | 8     | 8     | 12     | 73           | 66            | 139   | 4    |
| Midnight Band | 12    | 10   | 2         | 8     | -      | -        | 8      | 8          | 10    | -     | -      | 58           | 0             | 58    | 6    |
| Hanna Hedlund | -     | 6    | -         | -     | -      | 2        | 4      | -          | 1     | 10    | 2      | 25           | 22            | 47    | 8    |
| Friends       | 1     | -    | -         | 4     | 1      | 6        | -      | 2          | 6     | 6     | 10     | 36           | 110           | 146   | 2    |